# Fontana di Santo Spirito
La fontana di Santo Spirito è un monumento situato in piazza Santo Spirito a Firenze. In pietra serena, marmo bianco e breccia medicea, venne progettata da Giuseppe Del Rosso nel 1812 assemblando alcuni elementi già esistenti nel convento di Santo Spirito, tradizionalmente riferiti a Ferdinando Tacca. 

## Storia

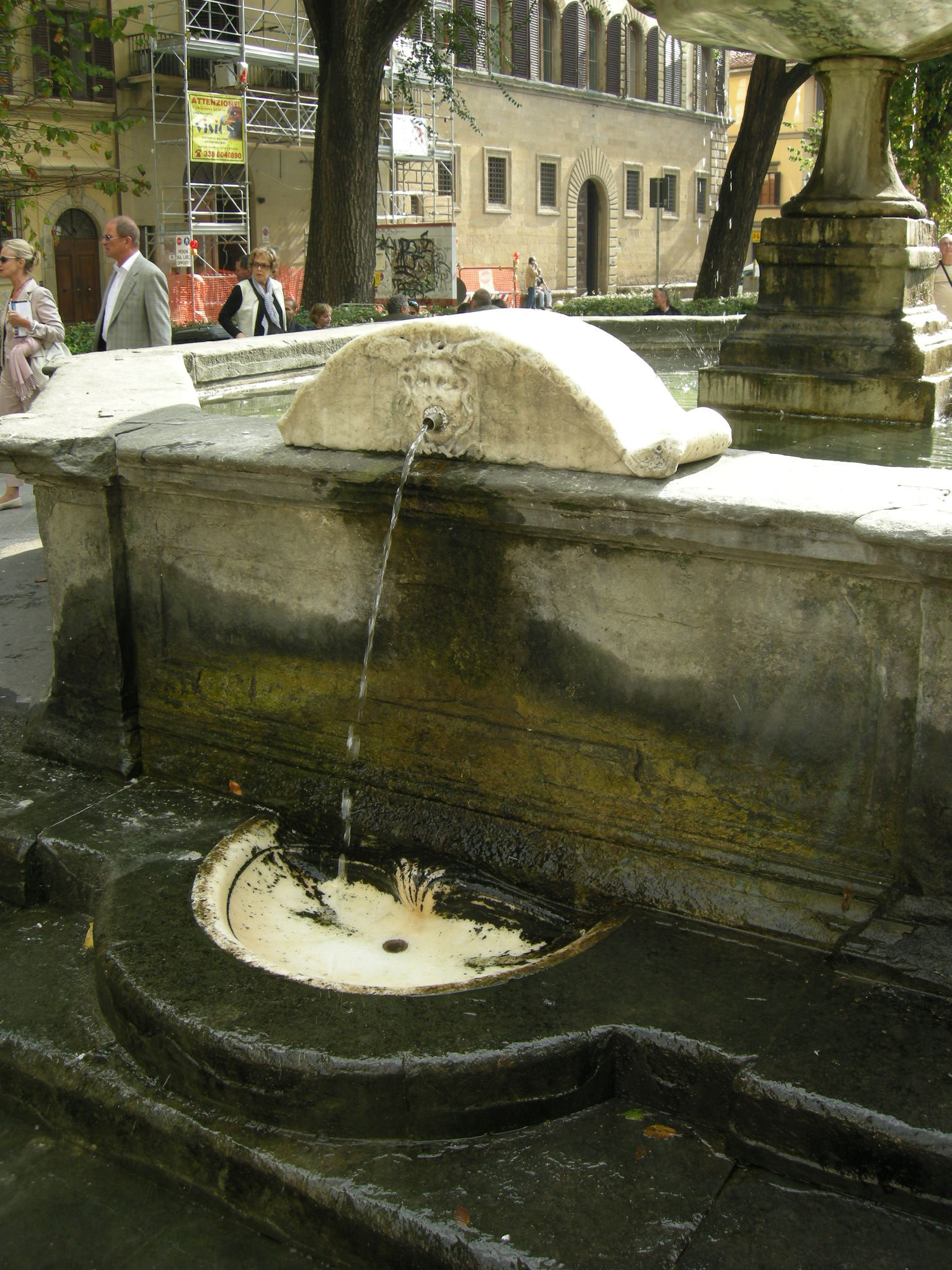
L'abbeveratoio (prima dei restauri del 2016)

La fontana è dunque il risultato di un intervento di Giuseppe Del Rosso del 1812 volto - su decisione dell'amministrazione napoleonica - a dare nuovo assetto alla piazza, di cui segna il centro e l'area circostante successivamente sistemata a aiuole e fornita di panchine. Si tratta tuttavia del frutto di un intervento di ricollocazione e di riconfigurazione, dato che la fontana (tradizionalmente ricondotta a Tacca), terminata nel 1660, già si trovava nel primo chiostro del convento di Santo Spirito, con lo scopo precipuo dell'allevamento dei pesci. 
La fontana è stata restaurata dal Comune di Firenze ai primi del 2016 (progetto e direzione dei lavori Marzia Cantini) con il contributo delle Edizioni Condè Nast (imprese esecutrici Meridiana Restauri e Berchielli Gino). Oltre al consolidamento e alla pulitura degli elementi lapidei l'intervento è stato completato dal necessario rifacimento dell'impianto di adduzione e scarico delle acque.

## Descrizione
Si presenta leggermente soprelevata da un basamento a tre gradini e costituita da un bacino di forma ottagonale in pietra serena, al cui centro è un fusto in marmo con sopra due pile sovrapposte, l'inferiore, grande, in breccia medicea, la superiore, di diametro inferiore, nuovamente in marmo bianco. 
Dal lato che guarda alla chiesa - a ribadire il carattere di pubblica utilità dell'intervento - è una piccola vasca esterna a livello terreno ad uso di abbeveratoio, con un bassorilievo di testa di Medusa che rifornisce d'acqua l'invaso (quest'ultima peraltro posta a risarcire la demolizione dell'abbeveratoio che precedentemente si trovava sul fondo della piazza, accostato al muro del cenacolo del convento agostiniano). 
Nella primitiva sistemazione erano stati posti intorno alla fontana otto colonnette ad uso di paracarri.